# ألفان (موسيقي)
ألفان ( مواليد 17 مارس 1993) هو مغني فرنسي مثل فرنسا بجانب فرقة أهيه في مسابقة الأغنية الأوروبية لعام 2022.

## روابط خارجية
- ألفان على موقع ميوزك برينز (الإنجليزية)
- ألفان على موقع ديسكوغز (الإنجليزية)